# Mari Emmanuel
Mar Mari Emmanuel (született Robert Shlimon; 1970. július 19.) iraki születésű, asszír- ausztrál főpap. Ő az új-dél-walesi Wakeleyben található Krisztus a Jó Pásztor egyház (Christ the Good Shepherd Church) püspöke. Emmanuelt 2011-ben szentelték püspökké az Keleti Ősi Egyházban, de 2014-ben kiátkozták. 2015-ben a kereszténység keleti szíriai hagyományában független egyházat alapított.
Prédikációit élőben közvetíti a Krisztus a Jó Pásztor Facebook- és YouTube-csatornáján, amelyeket együttesen 255 000 felhasználó követ. Népszerűségének köszönhetően online rajongói oldalakat hozott létre, melyeket több ezren követnek és támogatják őt. Különböző YouTube-műsorokban vett részt interjúkban, ahol a vallásról beszélt, és kritizálta a homoszexualitást és az ausztrál COVID-19 politikát.
2024. április 15-én Emmanuelt és öt másik embert megkéseltek a templomában egy élőben közvetített prédikáció közben. Karen Webb, NSW rendőrfőnöke később terrortámadásnak nyilvánította az esetet. Emmanuel a támadás következtében elvesztette a jobb szemét.

## A kezdetek
A püspök Robert Shlimon néven született 1970-ben az iraki Habbánijjában, egy hívő asszír-keresztény családban, amely a tartozott. Bagdadban nőtt fel, de családja 1985-ben elhagyta Irakot, és az ausztráliai Sydneyben telepedett le, ahol a Fairfield High Schoolba járt. Emmanuel az 1990-es években bankvezetőként dolgozott, mielőtt az 1990-es évek végén diakónus lett, majd 2009-ben pappá szentelték.

## Püspöki megbízatás

### Ősi Keleti Egyház
2011 augusztusában Mar Yacoub Daniel és Mar Zaia Khoshaba felszentelte Emmanuelt az ausztráliai és új-zélandi érsekség szuffragáneus püspökévé, aki az ausztráliai és új-zélandi metropolitát segíti. Korábban Shlimon Emmanuel néven volt ismert, de püspökké szentelésekor felvette a Mari Emmanuel püspöki nevet (Szent Mari után).
2013 júliusában, ausztráliai látogatása során, II. Mar Addai felruházta Emmanuelt a pátriárkai megerősítéssel. Ekkor azonban elrendelte, hogy Emmanuel változtasson papi működésének számos különböző aspektusán, beleértve a liturgikus és teológiai szempontokat, valamint a társadalmi magatartást is. Amikor a pátriárka határideje lejárt, II. Addai 2014 júliusában felfüggesztette Emmanuel papságát, azzal az indokkal, hogy nem engedelmeskedett a Kr. u. 325-ben, az első niceai zsinaton kihirdetett kánonoknak. Felfüggesztését 2014 decemberében rövid időre visszavonták, amikor Emmanuel kijelentette, hogy elfogadja a pátriárka rendeleteit, de megújították, amikor másodszor is kifejezte egyet nem értését.

### Független egyház
2015 januárjában Emmanuel a Krisztus a Jó Pásztor független, keleti szír hagyományt követő egyház püspökévé tette magát Wakeleyben.2023-tól nem szerepel lelkészként a Keleti Ősi Egyház ausztrál-, Új-zélandi és libanoni érsekségében.

## 2024-es késeléses támadás
2024. április 15-én, nem sokkal este 7 óra után Emmanuelt megtámadta egy 16 éves fiatalember a Christ The Good Shepherd templomban tartott prédikáció közben. A szószéknél a támadó jobb oldalról támadt Emmanuelre, és egy rugós késsel többször megszúrta a püspököt, amíg ő a fején szerzett sérülések után összeesett; az elkövető ezután még öt másik embert is megszúrt. Közvetlenül a támadás után Emmanuel imádkozott a támadóért. Karen Webb, az NSW rendőrfőnöke szerint Emmanuelt megműtötték, és "szerencsés, hogy életben maradt".
A prédikáció élő közvetítésében a támadó arabul beszélt, és az "Allāhu 'akbar" kifejezést kiabálta, mielőtt leszúrta Emmanuelt. A rendőrség a támadást "vallási indíttatású gyilkossági kísérletként" és "terrorcselekményként" jellemezte. Emmanuel szerint, körülbelül egy hónappal a késelés előtt fenyegetéseket tettek közzé a TikTok-on, amelyek szerint Emmanuelnek "két hete van hátra".

### Emmanuel válasza
Az ausztráliai liverpooli kórházban 2024. április 18-án tartott online hangos prédikációjában Emmanuel ismét megbocsátott a támadónak – és követelte követőit, hogy ne keressenek bosszút.Tíz nappal később, 2024. április 29-én, a támadás utáni első prédikációjában − amely a keleti ortodox virágvasárnapot jelenteti − a püspök kijelentette, hogy elvesztette a jobb szemét, és szemfedőt viselt. Szemsérülését "áldozatnak" nyilvánította, és azt mondta, hogy ezt a muszlimok iránti szeretet jeleként kell felfogni, mielőtt a szólásszabadság témájára tért volna ki.

## Fordítás
Ez a szócikk részben vagy egészben  a   Mari Emmanuel című angol Wikipédia-szócikk ezen változatának fordításán alapul.  Az eredeti cikk szerkesztőit annak laptörténete sorolja fel. Ez a jelzés csupán a megfogalmazás eredetét és a szerzői jogokat jelzi, nem szolgál a cikkben szereplő információk forrásmegjelöléseként.